# Kevin Yoder
Kevin Wayne Yoder (Hutchinson, 8 gennaio 1976) è un politico statunitense, membro della Camera dei Rappresentanti per lo stato del Kansas dal 2011 al 2019.

## Biografia
Nato e cresciuto nel Kansas, dopo gli studi in legge Yoder lavorò per il Dipartimento della Difesa.
Nel 2002 venne eletto all'interno della legislatura statale del Kansas come membro del Partito Repubblicano e venne riconfermato altre tre volte. Nel 2010 quando il democratico in carica da dodici anni Dennis Moore si ritirò, Yoder si candidò per il suo seggio alla Camera dei Rappresentanti e venne eletto sconfiggendo l'avversaria democratica Stephene Moore, moglie del deputato uscente.
Nel 2012 alcuni mesi prima di vincere il secondo mandato da deputato, Yoder fu protagonista di una controversia legata ad un episodio avvenuto l'anno precedente: durante una visita diplomatica in Israele, subito dopo una cena con i colleghi e le loro famiglie, Yoder si era spogliato completamente nudo e aveva fatto il bagno nel lago di Tiberiade. Yoder ammise il fatto e si scusò con gli elettori per l'accaduto.